# Кочетовка (Белгородская область)
Кочетовка — село в Ивнянском районе Белгородской области. Центр Кочетовского сельского поселения.

## География
Кочетовка расположена на востоке Ивнянского района, на берегах реки Солотинки. Находится в 27 километрах от райцентра Ивни. В 7 километрах от села проходит федеральная автодорога М2.

## История
Точкой отсчета основания села Кочетовка принято считать конец XVII века, когда южные земли Московского государства подверглись сильной засухе и люди стали искать новое место жительства. По словам старожилов села, «один из поселенцев, по прозвищу Кочет, облюбовал место в зарослях ольхи у протекавшей речки. Через заросли была проделана просека и гать на правый берег. На правом берегу реки построены хаты. В честь поселенца «Кочета» селение стало называться Кочетовка».
В 1810 году в селении была построена церковь, в честь праздника Вознесения Господня.
В 1861 году в селе Кочетовке — «930 ревизионих душ, получивших надел» (земли). По данным переписи 1882 года, Кочетовка входила в состав Обоянского уезда Курской губернии.
В 1901 году появилась земская, а в 1923 году — начальная четырёхклассная школы. С 1935 года начальная школа была преобразована в семилетнюю.
С июля 1928 года Кочетовка находится в Ивнянском районе и является центром Кочетовского сельсовета. 
12 февраля 1936 года в Кочетовском сельсовете открылся родильный дом — первый в Ивнянском районе.
Кочетовка была оккупирована немецкими войсками в октябре 1941 года, освобождена в феврале 1943-го. В годы войны в селе находились силы 6-й армии генерал-лейтенанта И. М. Чистякова.
Во второй половине 1950-х гг. в Кочетовском сельсовете Ивнянского района — Кочетовка и 2 хутора (Кубань и Кулига), а к началу 1970-х гг. в сельсовете осталась только Кочетовка. 
В 1970 году в селе построен овцеводческий комплекс по производству шерсти, который насчитывал более 20 тысяч голов овец.

## Население
| 2002 | 2010 | 2012 | 2013 | 2014 | 2015 | 2016 | 2017 | 2018 |
| ---- | ---- | ---- | ---- | ---- | ---- | ---- | ---- | ---- |
| 935  | ↘841 | ↘836 | ↘831 | ↗838 | ↘831 | ↘817 | ↘790 | ↘773 |
| 2019 | 2020 | 2021 |      |      |      |      |      |      |
| ↘752 | ↘733 | ↗782 |      |      |      |      |      |      |

К 1890 году в селе насчитывалось 3047 жителей. В 1932 году в Кочетовке проживало 4105 человек.
На 17 января 1979 года в Кочетовке — 1284 жителя, на 12 января 1989 года — 934 (417 муж., 517 жен.) человек.